# Bathylaimus australis
Bathylaimus australis är en rundmaskart som beskrevs av Nathan Augustus Cobb 1894. Bathylaimus australis ingår i släktet Bathylaimus och familjen Tripyloididae. Arten är reproducerande i Sverige. Inga underarter finns listade i Catalogue of Life.